# 콕스 파빌리온
콕스 파빌리온(영어: Cox Pavilion)는 미국 네바다주 패러다이스에 있는 실내 경기장이다. 현재 NBA 서머리그 경기장으로 사용하고 있으면, 네바다 대학교 라스베이거스 여자 농구팀과 배구팀이 사용하고 있다.

## WNBA프리시즌 경기
| 날짜            | 팀1             | 스코어  | 팀2                   |
| --------------- | --------------- | ------- | --------------------- |
| 2019년 5월 19일 | 미네소타 링크스 | 79 - 75 | 라스베이거스 에이시즈 |